# أكسل نيلسن (عالم فلك)
أكسل نيلسن (بالدنماركية: Axel V. Nielsen)‏ هو عالم فلك دنماركي، ولد في 13 ديسمبر 1902، وتوفي في 24 فبراير 1970.